# Eruption
Eruption é um solo de guitarra feito por Eddie Van Halen. Está presente no álbum Van Halen. É considerado um dos melhores solos da história. Muitos, ao ouvi-lo pela primeira vez, ficam deslumbrados.[carece de fontes?] Por meio desse solo, Eddie popularizou a técnica de duas mãos (tapping), técnica essa que se tornou sua marca registrada. É um solo de alta dificuldade técnica. O uso da alavanca é outra característica marcante de Eddie. Poucos guitarristas influenciaram tanto quanto Eddie Van Halen. Muitos, até os dias atuais, copiam sua forma de tocar.[carece de fontes?]
"Eruption" começa com uma breve introdução, acompanhado com a bateria de  Alex Van Halen e o baixo de Michael Anthony. Como já dito, o destaque do solo é o uso do tapping, técnica que foi popularizada pelo próprio Eddie durante a década de 80. Eruption é tocada usando uma Frankenstrat com o pedal MXR Phase 90, além do amplificador Marshall 1959.
Outra característica de Eddie é o uso de  timbre com chorus na saturação da guitarra. Interessante também salientar, para os guitarristas, que ele usava Stratocaster com captação dupla, os chamados humbucker, o que não é tão comum em guitarras Strato e sim em modelos Les Paul. Geralmente as Strato usam captação simples (single coil). Visto hoje não existir mais o pedal que Eddie usou, podemos chegar ao som original por meio de pedais especiais ou chorus antes do overdrive. Na época usava-se a saturação dos Marshall e não tinham efeitos loop. 
No Guitar Hero: Van Halen é considerada uma das canções mais difíceis do jogo.

## Elogios
| Publicação    | País           | Elogio                     | Ano  | Rank |
| ------------- | -------------- | -------------------------- | ---- | ---- |
| Guitar World  | United States  | 100 Greatest Guitar Solos  |      | 2    |
| Q             | United Kingdom | 100 Greatest Guitar Tracks | 2005 | 29   |
| Rolling Stone | United States  | 100 Greatest Guitar Tracks | 2008 | 6    |